# ماکوتو فوکوین
ماکوتو فوکوین (انگلیسی: Makoto Fukoin؛ زادهٔ ۲۰ مهٔ ۱۹۹۳) بازیکن فوتبال اهل ژاپن است.